# Castro (Begonte)
Castro (llamada oficialmente Santa María do Castro) es una parroquia y una entidad de población española del municipio de Begonte, en la provincia de Lugo, Galicia.

## Organización territorial
La parroquia está formada por nueve entidades de población, constando tres de ellas en el nomenclátor del Instituto Nacional de Estadística español:
- A Graña
- Insua
- O Castro
- O Muíño
- O Navallo
- O Ollo
- Porto do Barco
- Roibás
- Saamil

## Demografía

### Parroquia
| Gráfica de evolución demográfica de Castro (parroquia) entre 2000 y 2019 |
|                                                                          |
| Datos según el nomenclátor publicado por el INE.                         |